# Honda CR-Z
La Honda CR-Z è un'autovettura ibrida prodotta dalla casa automobilistica giapponese Honda; si tratta di una coupé che è entrata in produzione nel 2010 ed è stata prodotta fino al 2016.

## Il contesto

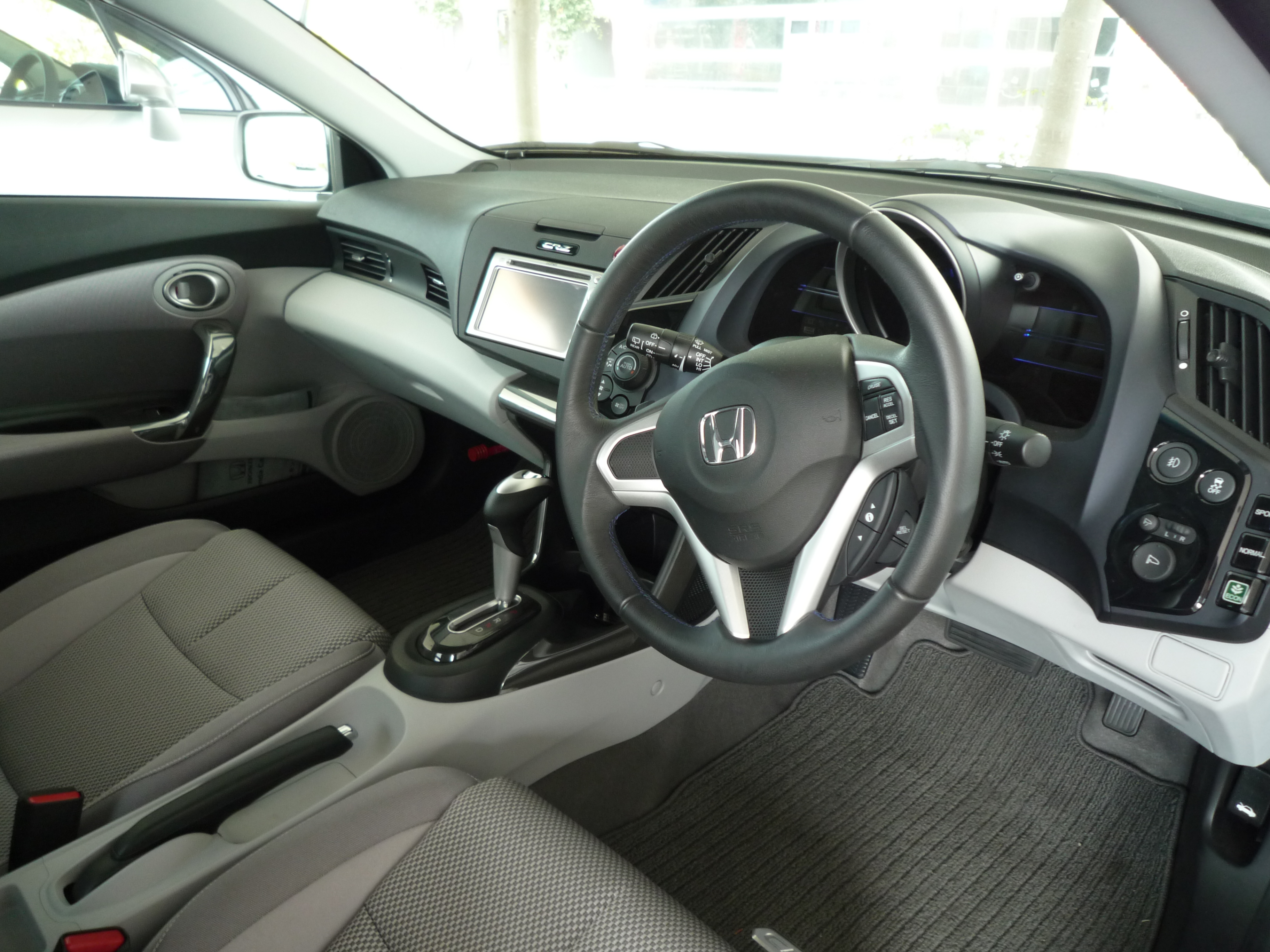
Gli interni

La Honda CR-Z fa parte della categoria delle ibride sportive e presenta varie innovazioni, sia tecniche che meccaniche. Integra il motore da 1,5 litri da 114 cavalli già utilizzato dalla Honda Jazz ed il sistema IMA (Integrated Motor Assist) della Insight, il tutto per una vettura che riesce a garantire 124 CV totali di potenza a 6100 giri/min e 174 Nm di coppia disponibili da 1000 a 1500 giri/min, con buone prestazioni sul piano di accelerazione, consumi ed emissioni. I consumi sono solitamente il problema maggiore delle auto sportive, e per aiutare a contenerli, la CR-Z monta anche il sistema start e stop e il sistema di recupero di energia in fase di frenata.
Vi sono 3 modalità programmabili per aiutare il conducente a seguire un determinato stile di guida, impostabili sulle modalità ECON, per risparmiare su qualsiasi aspetto della vettura, NORMAL per la guida di tutti i giorni, e SPORT che presenta meno limitazioni di prestazioni che permette di raggiungere i 100 km/h in soli 8 secondi circa (dalla prova di Top Gear USA).
L'auto è equipaggiata di un cambio manuale a 6 marce e le batteria sono alloggiate sotto il pianale di carico, senza ingombrare il bagagliaio.
Pur essendo un'auto ibrida e di conseguenza anche elettrica, non è possibile la marcia in sola modalità elettrica.

## La produzione
A fronte delle previsioni della casa giapponese di una vendita di 40.000 esemplari l'anno, le vendite non sono state così soddisfacenti; probabilmente, a causa di ciò, è stato deciso il ritiro del modello dal mercato europeo nel 2014 e il termine della produzione per la fine 2016.

## Motorizzazioni
| Modello    | Disponibilità | Motore | Cilindrata (cm³) | Potenza        | Coppia Massima (Nm) | Emissioni CO2 (g/Km) | 0–100 km/h (secondi) | Velocità max (Km/h) | Consumo medio (Km/l) |
| 1.5 Hybrid | dal debutto   | Ibrida | 1497             | 84 Kw (115 Cv) | 145                 | 117                  | 9.9                  | 200                 | 20.0                 |